# William Carruthers
William Carruthers, född 29 maj 1830 i Moffat, Dumfriesshire, död 2 juni 1922 i Norwood, Surrey, var en skotsk botaniker och paleontolog.
Carruthers studerade i Edinburgh först teologi, men övergick till naturvetenskap och blev 1859 botanisk assistent och 1871 intendent för botaniska avdelningen av British Museum i London, från vilken befattning han erhöll avsked 1895. Han var 1886-90 president i Linnean Society i London.
Han ägnade sig till en början åt Moffatområdets geologi, och hans första arbeten i slutet av 1850- och början av 1860-talet angår denna samt de i områdets silurlager viktiga graptoliterna. Ännu så sent som 1868 publicerade han A Revision of the British Graptolites. 
Redan i början av 1860-talet skrev han dock flera botaniska uppsatser om alger och mossor med mera, särskilt angående nomenklaturen av de brittiska levermossorna. Från denna tid utgörs hans publikationer dock företrädesvis av paleobotaniska uppsatser, vilka rör sig dels om karbonväxter och dessas mikroskopiska byggnad, dels om mesozoiska kottar av barrträd samt stammar och kottar av cykadofyter, av vilka kan nämnas On Fossil Cycadean Stems from the Secondary Rocks of Britain (1870). 
Vidare kan anföras arbeten över förmodade växtfossil (1871), om den förstenade skogen vid Kairo (1870), om fossila växter från Brasilien (1869) och från Queensland (1872) samt om den siluriska algen Nematophycus (1872). Han publicerade även åtskilliga lantbruksbotaniska uppsatser, såsom om potatissjukan, mjöldryga, klöverfröets beskaffenhet med mera. Hans vetenskapliga uppsatser torde omfatta närmare ett hundratal.
Vid sidan av sina vetenskapliga arbeten hade han en viktig roll i den presbyterianska kyrkans angelägenheter. Han utgav även barntidningen "Children’s Messenger". Han blev filosofie hedersdoktor vid Linnéjubileet i Uppsala 1907.
Auktorsnamnet Carruth. kan användas för William Carruthers i samband med ett vetenskapligt namn inom botaniken; se Wikipediaartiklar som länkar till auktorsnamnet.